# Ivo Tijardović

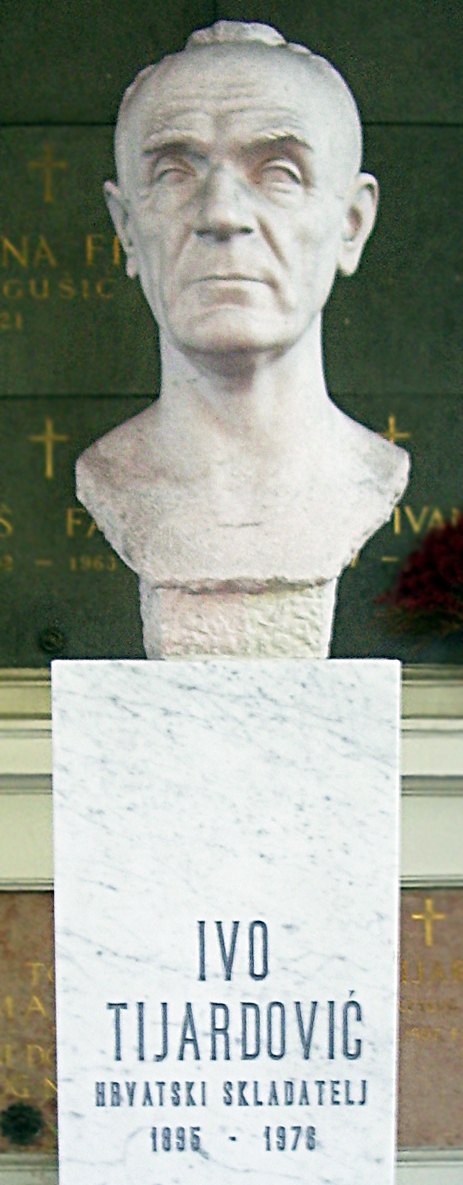
Ivo Tijardović

Ivo Tijardović (* 18. September 1895 in Split; † 19. März 1976 in Zagreb) war ein jugoslawischer Komponist, Librettist, Regisseur und Theaterleiter.
Tijardović studierte in Wien Architektur und Musik und anschließend in Zagreb bis 1922 Schauspiel. Danach begann er, am Theater seiner Heimatstadt als Bühnen- und Kostümbildner, Regisseur, Dirigent und Choreograph zu arbeiten. Diese Tätigkeiten brachten ihm 1933 den Posten des Operndirektors am Theater in Split ein. Nach 1941 schloss sich Tijardović der Jugoslawischen Volksbefreiungsarmee an. Nach dem Zweiten Weltkrieg wurde er 1945–49 Intendant des Kroatischen Nationaltheaters in Zagreb, anschließend von 1949 bis 1954 Direktor der Zagreber Philharmonie.
Als Tijardovićs besonderes Verdienst gilt die Schaffung einer eigenständigen kroatischen Operette, die Elemente der italienisch-venezianischen Musiktradition mit slawischer Folklore und den Tanzrhythmen der Zwanziger Jahre verband. Nach dem Krieg schrieb er noch ein Musical, widmete sich dann aber der Opernkomposition. Ferner sind von ihm Ballettmusiken, Kantaten und Ouvertüren überliefert.

## Werke
- Operetten
  - Pierrot Ilo, 1922 Split
  - Mala Floramye („Die kleine Floramye“), 1926 Split
  - Splitski Akvarel, 1928 Split
  - Zapovijed maršala Marmonta („Der Befehl des Marschalls Marmont“), 1929 Split
  - Jurek i Štefek, 1931 Zagreb
- Musical
  - Katarina Velika, 1929 Zagreb
- Oper
  - Dimnjaci uz Jadran („Schlote an der Adria“), 1951 Zagreb
  - Marko Polo, 1960 Zagreb
  - Dioklecijan, 1963 Zagreb